# Uogólniony inny
Uogólniony inny – termin używany w socjologii i psychologii społecznej, określający ogólne reguły społeczne, normy i wartości, które jednostka społeczna zaczyna dostrzegać w procesie socjalizacji wtórnej i pojmować, że reguły, według których działa, nie są regułami tylko jej znaczących innych, czyli bliskich osób, z którymi się utożsamia, ale są one ogólnie przyjęte w społeczeństwie.